# Etykieta zastępcza

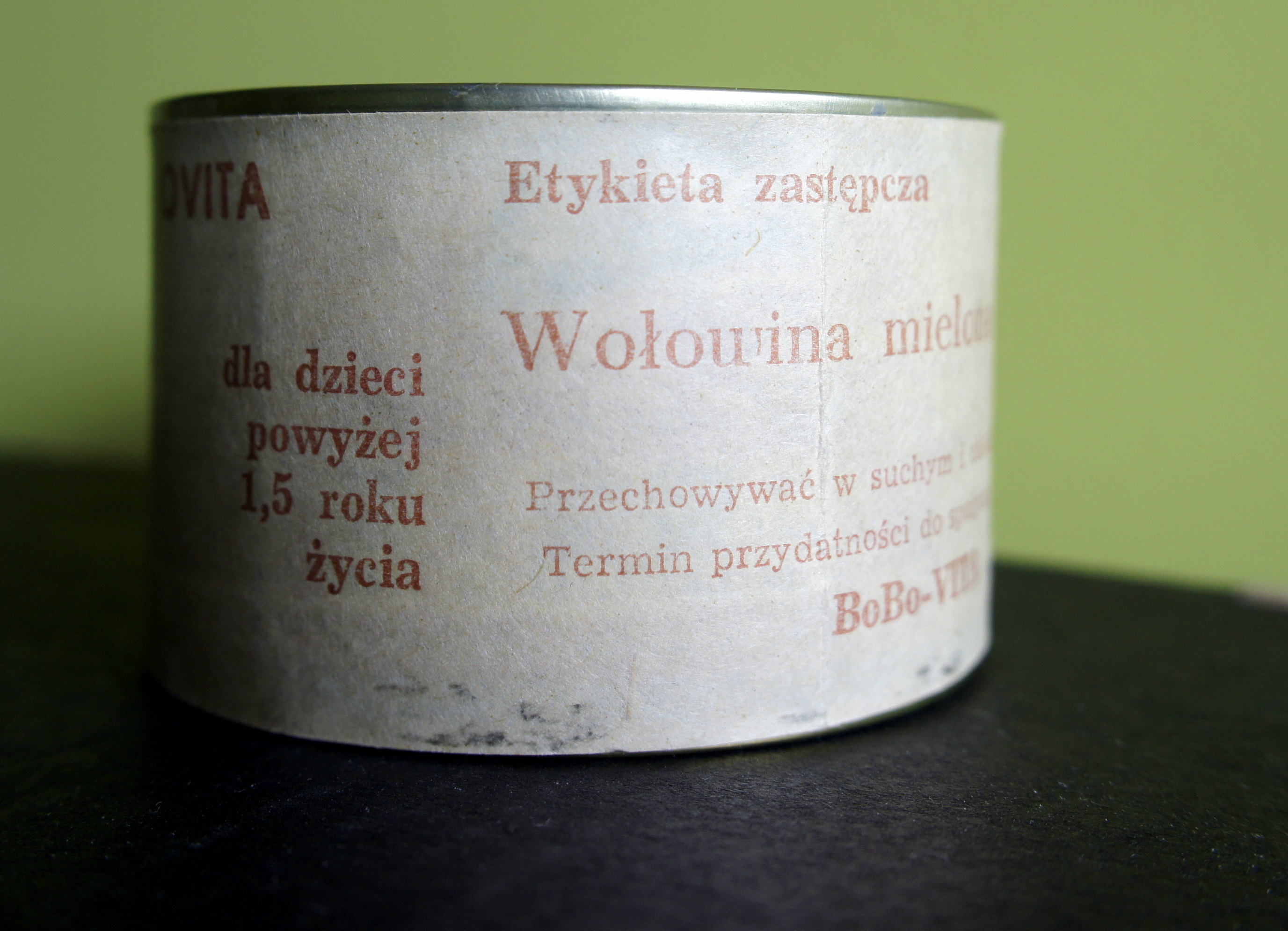
Posiłek dla dziecka z etykietą zastępczą

Etykieta zastępcza – w latach 80. uproszczona wersja zwyczajnej etykiety danego produktu.
Etykiety zastępcze były powszechne z powodu niewydolności systemu produkcji normalnych etykiet (brak dobrego papieru i farb drukarskich). Były zwykle wykonywane przy pomocy stempli, fotokopii, itp. Często wykonywano je na odwrocie etykiet produktów, których produkcja była niemożliwa ze względu na braki w zaopatrzeniu w surowce. Pomimo szczegółowych norm dotyczących etykiet, producenci korzystali z klauzuli: Może być również stosowane opakowanie innego rodzaju, równie skutecznie chroniące towar przed uszkodzeniem. Dzięki klauzuli można było obejść przepisy i sprzedać towar z inną etykietą.
Towary z etykietami zastępczymi trafiały tylko na krajowy rynek.